# Johann Snell
Johan Snell (før 1476 – efter 1519) var en tysk bogtrykker fra Lübeck, som introducerede bogtrykkerkunsten i Danmark og Sverige og trykte de første kendte bogværker i Norden.

## Liv og gerning
Han er sandsynligvis født i Hannover. Han formodes at have lært bogtrykkerhåndværket hos Michaelis-brødrene i Rostock og har muligvis også studeret ved universitetet i Rostock, idet en "Johannes Snelle de Emeke" blev immatrikuleret i 1481. I 1480 nedsatte han sig som selvstændig bogtrykker og bogbinder i Lübeck, hvor han omtales som "mester Johan bokedrucker" i skattelisterne for årene fra 1480 til 1519.

### Ophold i Danmark
I 1482 blev han kaldt til Danmark af biskoppen i Odense Karl Rønnov for at trykke et stort breviar for Odense Stift, Breviarium Ottoniense. Desuden forestod Snell under opholdet i Danmark trykningen af Caorsins latinske beretning om Rhodos' belejring, med trykkested Odense og -år 1482.
Bogen om Rhodos var kun på 28 sider, og Det kongelige Bibliotek betragter den som den første bog, der er trykt i Danmark.

### Ophold i Sverige
I 1483 blev han kaldt til Stockholm af ærkebispen Jakob Ulfsson og domkapitlet, hvor han formodentlig opholdt sig fra efteråret 1483 til foråret 1485. Under opholdet lod han trykke en udgave af Dialogus creaturarum moralizatus (Stockholm 1483) og senere dels et missale, Missale Upsalense vetus (Stockholm 1484), dels et afladsbrev (1484) til Bartholomæus de Camerino, som var pavens afladskollektor i Sverige og Norge. Det forhold, at en række prøvetryk af missalet er fundet som indlæg i indbindingen af nogle bøger, som i sin tid tilhørte franciskanerklosteret på Gråmunkeholmen, gør, at man formoder, at hans bogtrykkeri lå her. Det formodes, at han efterlod en del af sit trykkeudstyr i Stockholm, da han forlod landet, idet senere tryk viser samme typografi.

### Tilbage til Lübeck
Efter opholdet i Stockholm vendte han tilbage til Lübeck, idet man i stadsbiblioteket der har fundet dels en korrektur af "Dialogus" og 14 eksemplarer af det afladsbrev, han havde ladet trykke i Stockholm. Som følge af byens skatteregister må han have levet mindst til 1519.